# Le fantastiche avventure di Moka
Le fantastiche avventure di Moka (Moka) è una serie animata francese del 2020 creata da Andrés Fernández e Maxence Sani, e prodotta da Xilam, in coproduzione con Gulli e Super RTL.
In Italia la serie viene trasmessa dal 20 dicembre 2019 su DeA Kids, dal 7 settembre 2020 su K2.

## Trama
Moka, un coccodrillo figlio del re della savana, decide di partire all’esplorazione del suo grande regno. Ad affiancarlo e proteggerlo c'è Cherry, una sua amica rinoceronte, membro della guardia reale. Ma l’impulsività e l’insaziabile curiosità di Moka li mettono continuamente in situazioni impossibili, grazie alle quali però il coccodrillo esplora i bisogni fondamentali dell’infanzia: esplorazione e protezione; trattando temi a cui i bambini di oggi sono molto sensibili: gentilezza, empatia e tolleranza.

## Personaggi e doppiatori
- Moka, doppiato da Dorothée Pousséo in francese e Valentina Pallavicino in italiano[5]
- Cherry (Cherise), doppiata da Olivia Luccioni in francese e Tatiana Dessi in italiano[5]

## Episodi
| Stagione       | Episodi | Prima TV originale | Prima TV Italia |
| -------------- | ------- | ------------------ | --------------- |
| Prima stagione | 78      | 2020               | 2020            |